# رابرت گرت

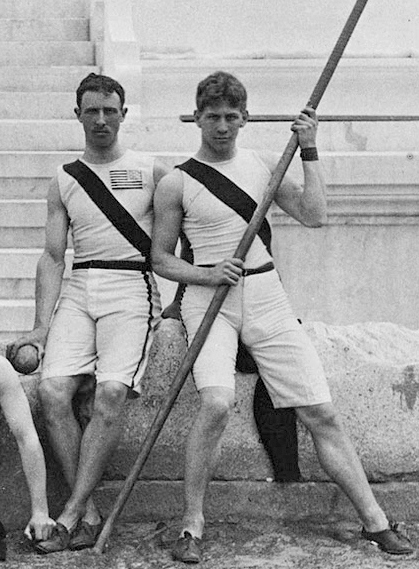
رابرت گرت در سمت چپ تصویر

رابرت گرت (انگلیسی: Robert Garrett؛ ۲۴ مهٔ ۱۸۷۵ – ۲۵ آوریل ۱۹۶۱) یک ورزشکار اهل ایالات متحدهٔ آمریکا بود.